# Mantispa cora
Mantispa cora là một loài côn trùng trong họ Mantispidae thuộc bộ Neuroptera. Loài này được Newman miêu tả năm 1838.